# Chiesa di San Maurizio e Grato (Brusson)
La chiesa di San Maurizio e Grato è un edificio religioso sito a Extrepiéraz, frazione di Brusson, in Valle d'Aosta.

## Storia
Nel quattrocento è stata costruita una prima chiesa con un campanile a cuspide.
La chiesa è stata successivamente abbattuta nel 1869, ad eccezione del campanile e di una parte di edificio posto a sud ovest, denominato Chapelle des blancs (dal francese, Cappella dei bianchi).
L'odierna chiesa è stata costruita negli anni 1872-1873 e consacrata nello stesso anno della fine dei lavori. Nel 2005, sono stati avviati degli studi preventivi per un restauro conservativo.

## Organo a canne
All'interno della chiesa è collocato un organo a canne del 1896 realizzato da Carlo Vegezzi Bossi e restaurato nel 1927, nel 1976 e nel 1989.